# Buen soldado
Buen soldado es el segundo álbum de Francisca Valenzuela, lanzado en Chile el 1 de marzo de 2011 y publicado para descarga digital en Estados Unidos y México. El álbum cuenta con la producción de destacados músicos como Vicente Sanfuentes y el canadiense Mocky. El primer sencillo "Quiero verte más" fue lanzado el 28 de diciembre de 2010 en formato de descarga digital. Durante la promoción del disco agenda visitas a países como Francia, Estados Unidos, Argentina y México, recibiendo excelentes críticas a su música a nivel internacional, lo que la llevó a ser considerada como "la princesa del rock chileno".

## Historia
Francisca inició el proceso de gestación del álbum en el año 2010, con la escritura y composición de las primeras canciones, para ya en el año 2011, iniciar derechamente la etapa de grabación de las pistas, esto se realizó en la ciudad de Berlín, Alemania, el viaje a este lugar la llevó a congelar un semestre su carrera de Periodismo en la Universidad Católica en Santiago. En Europa, Valenzuela produjo una gran cantidad de canciones junto al productor y DJ Vicente Sanfuentes, quien ha trabajado con diferentes agrupaciones y artistas emergentes chilenos como Los Mono, Gepe y los Hermanos Brothers. Al grupo de producción de Buen soldado, se sumó el productor canadiense Mocky, quien produjo canciones para Jamie Lidell, Jane Birkin, Peaches y Nikka Costa.

### Grabación y letras
En agosto de 2010, Valenzuela regresó a Santiago de Chile, para iniciar las grabaciones en los estudios Atómica de la capital chilena, con el mando técnico del ingeniero Gonzalo "Chalo" González y las colaboraciones de Camilo Salinas en el órgano Hammond y Pablo Ilabaca, integrante de Chancho en Piedra, en guitarras eléctricas.

Fue un trabajo de taller, a la antigua. Fuimos armando las canciones de manera orgánica, había varias de las que no tenía certezas sobre qué camino tomar, y creo que esa exploración se refleja en los colores que tiene el disco, en las diversidad de texturas.
Francisca Valenzuela, La Tercera

El álbum contiene canciones con instrumentos reconocibles, como pianos, guitarras, bajos y baterías. Francisca aseguró que no es un disco muy experimental, pero que igualmente explora nuevos sonidos y ritmos a diferencia de su anterior Muérdete la lengua, catalogándolo de más groove y bailable, con mayor inclusión de sintetizadores con timbres nuevos en algunas canciones. El tono general del disco es mucho más lúdico y también hay temas lentos. Además incluye canciones folclóricas y otras lentas, oscuras y con tonos de jazz. Valenzuela afirma que es un álbum mucho más variado y maduro, cambiando el lado feminista de su disco debut por ahora incluso incluir temáticas desde la perspectiva de un hombre, y con reseñas políticas o sociales.

## Lista de canciones
Todas las canciones escritas y compuestas por Francisca Valenzuela. 
| Buen soldado (2011) |                            |          |  |
| N.º                 | Título                     | Duración |  |
| 1.                  | «Buen soldado»             | 3:40     |  |
| 2.                  | «Quiero verte más»         | 4:08     |  |
| 3.                  | «Corazón»                  | 4:06     |  |
| 4.                  | «Mujer modelo»             | 3:13     |  |
| 5.                  | «Qué sería»                | 3:24     |  |
| 6.                  | «Los que siempre arrancan» | 3:24     |  |
| 7.                  | «En mi memoria»            | 4:10     |  |
| 8.                  | «Entrevista»               | 4:03     |  |
| 9.                  | «Esta soy yo»              | 3:18     |  |
| 10.                 | «Crónica»                  | 4:58     |  |
| 11.                 | «Yo lo busco»              | 4:33     |  |
| 12.                 | «Salvador»                 | 4:30     |  |
| 47:04               |                            |          |  |

| Bonus tracks de reedición en CD (2013) |                               |          |  |
| N.º                                    | Título                        | Duración |  |
| 13.                                    | «Quiero verte más (acústico)» | 4:26     |  |
| 51:30                                  |                               |          |  |

| Tracklist exclusivo para edición en vinilo (2013) |                            |          |  |
| N.º                                               | Título                     | Duración |  |
| 1.                                                | «Buen soldado»             | 3:40     |  |
| 2.                                                | «Quiero verte más»         | 4:08     |  |
| 3.                                                | «Qué sería»                | 3:24     |  |
| 4.                                                | «Corazón»                  | 4:06     |  |
| 5.                                                | «Los que siempre arrancan» | 3:24     |  |
| 6.                                                | «Crónica»                  | 4:58     |  |
| 7.                                                | «Esta soy yo»              | 3:18     |  |
| 8.                                                | «Entrevista»               | 4:03     |  |
| 9.                                                | «Mujer modelo»             | 3:13     |  |
| 10.                                               | «En mi memoria»            | 4:10     |  |
| 11.                                               | «Yo lo busco»              | 4:33     |  |
| 12.                                               | «Salvador»                 | 4:30     |  |
| 47:04                                             |                            |          |  |

## Personal
- Francisca Valenzuela: Letra, música y voz.

Producción
- Producción ejecutiva: Francisca Valenzuela, Vicente Sanfuentes y Bernardita Méndez.
- Dirección musical: Francisca Valenzuela y Vicente Sanfuentes.

Arte
- Concepto original y dirección de arte: Francisca Valenzuela.
- Dirección de arte: Pablo González.
- Diseño e ilustración: Harol Bustos.
- Fotografía: A. L. Canterbury.

## Promoción

### Sencillos
- Quiero verte más: es el primer sencillo de Buen soldado, lanzado oficialmente el 28 de diciembre de 2010 en formato de descarga digital vía iTunes y Amazon en Estados Unidos como en Chile, en este último su lanzamiento radial será realizado el 4 de enero de 2011. La canción es claramente una canción pop, donde trata la temática del "deseo" y que marca el paso a esta nueva era un poco más bailable y que incluye ritmos más variados.[3]

- Qué sería: es el segundo sencillo de Buen Soldado lanzado oficialmente en línea a través del canal de Youtube el 13 de junio de 2011 y más tarde disponible para descarga digital junto con una versión acústica de la canción. El videoclip fue grabado en Santiago de Chile en enero de 2011 bajo la dirección de Ignacio Rojas y Christopher Murray. La producción estuvo a cargo de Valeria Hernández.

- En mi memoria: es el tercer sencillo del álbum, lanzado por Francisca a través de las redes sociales el 1 de noviembre de 2011. El tema ingresó en la posición número 94 en el Top 100 de canciones.

- Buen soldado: es una de las canciones mejores evaluadas del álbum, y una de las favoritas de los fanes, que además tuvieron que esperar poco más de 1 año para que se escuchara permanente en las radios chilenas. Francisca dijo en una entrevista "Sin duda mi canción favorita del álbum y además una canción que logrará permanecer en los rankings e incluso llegar a los primeros puestos". El sencillo hasta el momento ha tenido un buen rendimiento en las listas chilenas, ya que en "Del 40 al 1" de Los 40 Principales (Chile) ingresó en la posición número 37. Este sencillo también se dejó escuchar en la teleserie chilena "Soltera Otra Vez".

### Otras Canciones
- Corazón: Es el tema musical de la película Bombal, a estrenarse el 5 de enero de 2012, inspirada en la vida de la escritora María Luisa Bombal, que tanto en la música como en la letra sugieren la intensidad emocional de la escritora, que su pasión la llevó a crear brillantes obras literarias y a la vez cometer hechos insólitos como disparar tres tiros a su amante. Francisca interpreta en vivo esta canción el 9 de noviembre de 2011 en la Feria del Libro de Santiago, durante el lanzamiento de las Obras Completas de María Luisa Bombal, libro que cuenta en su portada con la imagen de Blanca Lewin quien caracteriza a María Luisa Bombal en la película.[5] La canción se puede escuchar en el sitio web de Bombal, la película así como también se pueden encontrar algunas partes de ella en el tráiler.

- Esta soy yo: En marzo de 2012, durante la sección del programa Rayos y Centellas de Los 40 Principales (Chile), llamado Rayos y Chilenos, Francisca fue invitada a una entrevista donde confirmó que la canción "Esta soy yo" no era un sencillo, sino que un video para promocionar su disco durante el 2012 en otros países, mientras que el cuarto sencillo sería "Buen Soldado".

### Tour "Buen Soldado"

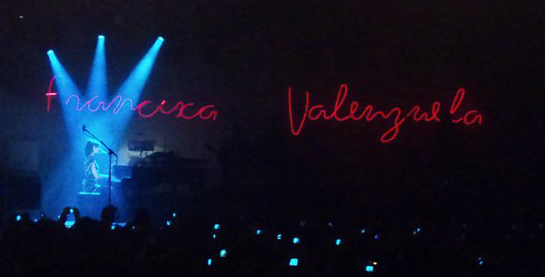
Francisca Valenzuela en "Buen Soldado Tour" 2011

Desde el 28 de mayo de 2011 Francisca comienza la gira nacional de lanzamiento del disco, tocando principalmente canciones del nuevo disco y lo más selecto del disco anterior Muérdete la lengua. Como parte de la gira se contempla una escenografía especial y entrega de primer nivel con sus músicos, donde las presentaciones son en teatros pintorescos de cada ciudad. La crítica del concierto es buena por la euforia del público y gran desplante de Francisca sobre el escenario, donde incluso se le llega a comparar con el exitoso grupo chileno de La Ley
La gira contempla inicialmente seis fechas:
| Fecha              | Ciudad     | País  | Lugar                                 |
| ------------------ | ---------- | ----- | ------------------------------------- |
| 28 de mayo de 2011 | Santiago   | Chile | Teatro La Cúpula del Parque O'Higgins |
| 29 de mayo de 2011 | Valparaíso | Chile | Teatro Municipal de Valparaíso        |
| 2 de junio de 2011 | Talca      | Chile | Teatro Regional del Maule             |
| 3 de junio de 2011 | Concepción | Chile | Teatro Universidad de Concepción      |
| 4 de junio de 2011 | Temuco     | Chile | Teatro Municipal de Temuco            |
| 5 de junio de 2011 | Valdivia   | Chile | Teatro Municipal de Valdivia          |

### Presentaciones en vivo
A continuación se listan algunas presentaciones de Francisca Valenzuela en promoción del disco "Buen soldado" en Chile y otros países:
| Año  | Fecha                | Ciudad                     | País           | Lugar                                                                                            |
| ---- | -------------------- | -------------------------- | -------------- | ------------------------------------------------------------------------------------------------ |
| 2011 | 27 de abril          | Miami                      | Estados Unidos | Gibson Showroom                                                                                  |
| 2011 | 1 de mayo            | Nueva York                 | Estados Unidos | Highline Ballroom                                                                                |
| 2011 | 4 de mayo            | Beverly Hills, California  | Estados Unidos | Gibson Showroom                                                                                  |
| 2011 | 7 de mayo            | Los Ángeles, California    | Estados Unidos | El Rey Theatre                                                                                   |
| 2011 | 16 de mayo           | Cannes                     | Francia        | Cinema Chile Cocktail, Cannes Film Festival                                                      |
| 2011 | 24 de junio          | Santiago                   | Chile          | Centro Cultural Amanda                                                                           |
| 2011 | 2 de julio           | Antofagasta                | Chile          | Sala Murano                                                                                      |
| 2011 | 3 de julio           | Santiago                   | Chile          | Gala Aniversario Bicentenario del Congreso Nacional de Chile, Teatro La Cúpula, Parque O'Higgins |
| 2011 | 7 de julio           | Nueva York                 | Estados Unidos | LAMC Showcase, Bowery Ballroom                                                                   |
| 2011 | 22, 23 y 24 de julio | Brasilia                   | Brasil         | Festival "Soy loco por ti América", Centro Cultural Banco do Brasil                              |
| 2011 | 26 de julio          | São Paulo                  | Brasil         | Festival "Soy loco por ti América", Centro Cultural Banco do Brasil                              |
| 2011 | 18 de agosto         | San Francisco (California) | Estados Unidos | Yoshi's Jazz Club                                                                                |
| 2011 | 19 de agosto         | San Francisco (California) | Estados Unidos | Elbo Room                                                                                        |
| 2011 | 26 de agosto         | Los Ángeles (California)   | Estados Unidos | Levitt Pavilion, Parque MacArthur                                                                |
| 2011 | 27 de agosto         | Los Ángeles (California)   | Estados Unidos | Troubadour                                                                                       |
| 2011 | 28 de agosto         | Los Ángeles (California)   | Estados Unidos | Dodgers Stadium                                                                                  |
| 2011 | 16 de septiembre     | Austin (Texas)             | Estados Unidos | Austin City Limits Festival, Zilker Park                                                         |
| 2011 | 20 de septiembre     | Nueva York                 | Estados Unidos | Joe’s Pub Summer Salon Series, Cooper Square Hotel Penthouse                                     |
| 2011 | 26 de octubre        | México, D. F.              | México         | El Imperial                                                                                      |
| 2011 | 5 de noviembre       | Buenos Aires               | Argentina      | Personal Fest, Estadio GEBA, sede San Martín                                                     |
| 2011 | 12 y 13 de noviembre | Santiago                   | Chile          | Maquinaria Festival, Club Hípico de Santiago                                                     |
| 2012 | 6 de enero           | Santiago                   | Chile          | Centro Cultural Amanda                                                                           |
| 2012 | 14 de enero          | Vitacura                   | Chile          | Santander OpenStar Parque Bicentenario                                                           |
| 2012 | 30 de enero          | Cannes                     | Francia        | Club Morrison´s Lounge Festival MIDEM                                                            |
| 2012 | 1 de febrero         | Madrid                     | España         | Costello Club                                                                                    |